# Rodovia dos Tamoios
A Rodovia dos Tamoios (SP-99), também conhecida como Estrada dos Tamoios, é uma rodovia do estado de São Paulo, Brasil. Faz a ligação entre São José dos Campos, no planalto, e Caraguatatuba, na planície. É a principal ligação entre o Vale do Paraíba e o Litoral Norte do estado de São Paulo. Em 2015, o maior trecho da rodovia passou a ser administrado pela Concessionária Tamoios, do Grupo Queiroz Galvão S/A.

## Histórico

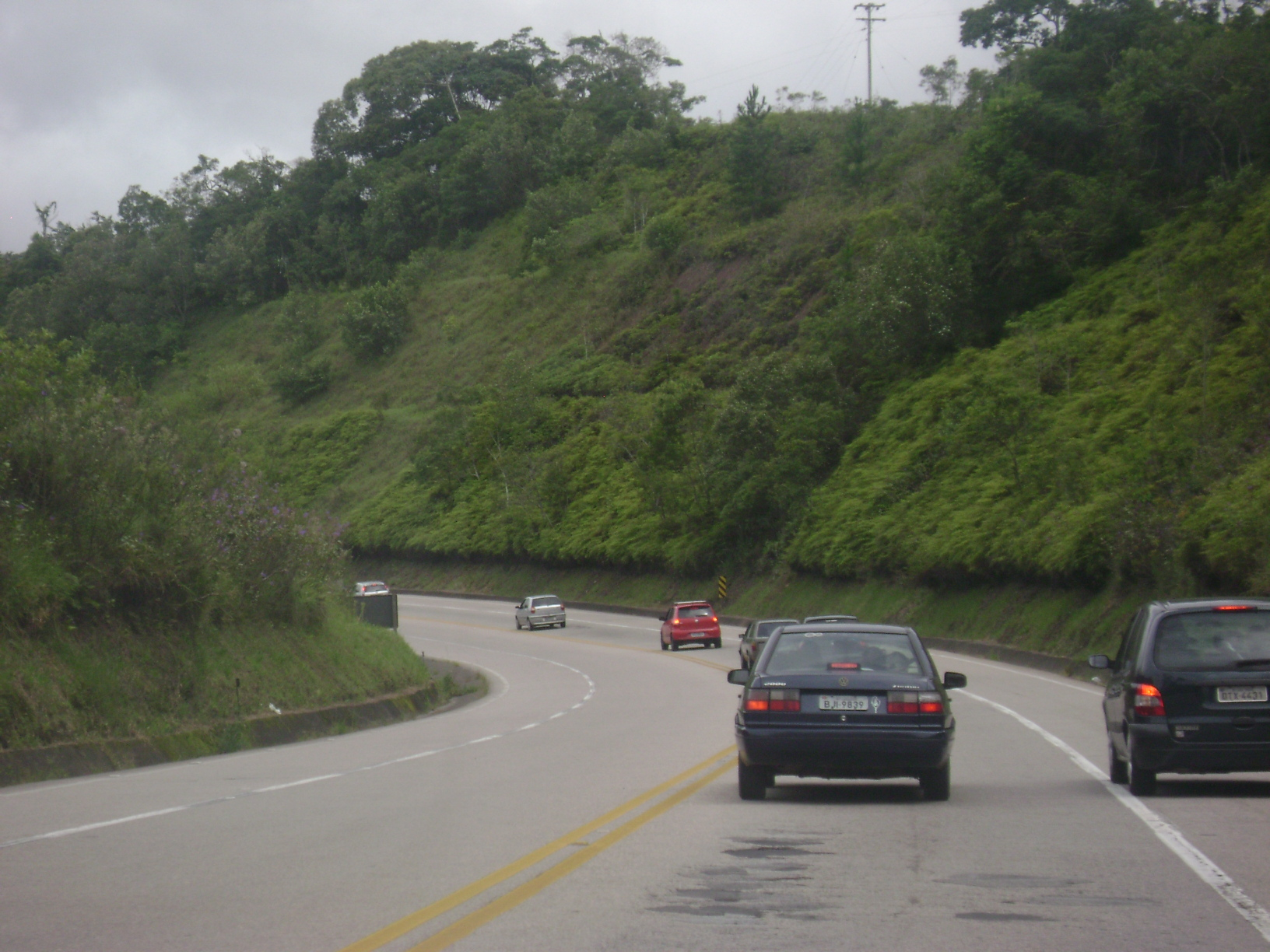
Trecho de planalto antes da duplicação.

O Coronel Edgard Armond da então Força Pública de São Paulo e o engenheiro João Fonseca de Camargo e Silva, do DER foram os grandes responsáveis pela abertura e construção da antiga estrada.

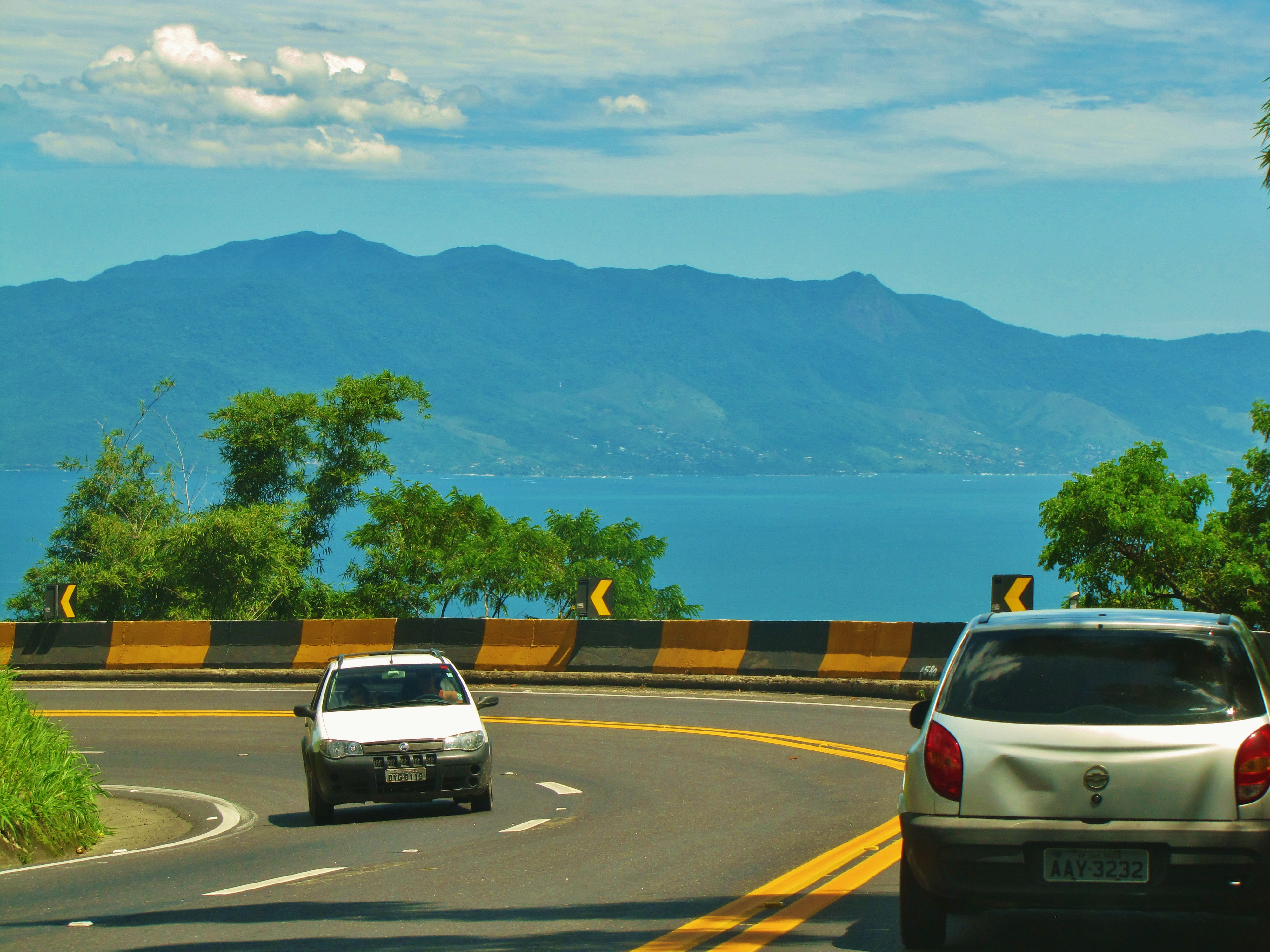
Antigo trecho de serra, atualmente usado como pista de descida (sentido Caraguatatuba).

Em dezembro de 1931, em férias, o Coronel Armond embarcou em Santos no vapor Iraty com destino a São Sebastião. A bordo conheceu o ex-deputado estadual Manuel Hipólito do Rego, natural daquela cidade e, juntos conversaram sobre o estado decadente da região e da necessidade de comunicações terrestres com o planalto, pois o litoral norte estava abandonado.
As ligações existentes eram de Paraty para Cunha e de Ubatuba para São Luiz de Paraitinga. Caraguatatuba ligava-se com Paraibuna através de caminhos estreitos, íngremes e acidentados, de existência muito antiga com trânsito só para pedestres, cavaleiros e cargueiros, com trânsito muito difícil, com erosões contínuas pelo efeito das chuvas, e quase sempre obstruídas por árvores e pedras desbarrancadas. O trânsito marítimo também era deficiente e irregular. Os governos estadual e municipais pouco se interessavam por essa zona do litoral, inertes, isoladas e alheadas do então dinâmico progresso por que ocorria em outras regiões do Estado. As terras férteis e suas praias maravilhosas permaneciam abandonadas e desconhecidas pelos demais paulistas.
Em 16 de fevereiro de 1932, em companhia de João Fonseca do DER, Armond realizou pessoalmente o reconhecimento e demais estudos, escolhendo Paraibuna, a 35 km de São José dos Campos como base inicial. Após três horas e meia de automóvel, alcançaram a ponta extrema da estrada carroçável, na altura do km 35. Desse ponto o Dr. Fonseca regressou e Armond prosseguiu a cavalo pelo caminho de cargueiros até Caraguatatuba, aonde chegou ao fim da tarde. Reconheceu toda a Enseada de Caraguatatuba até a barra do Rio Juqueriquerê, até a ponta do Arpoar, Serra do Don, até o bairro de São Francisco, chegando à cidade de São Sebastião. O reconhecimento foi feito a pé, abrindo-se picada nova, carregando víveres nas costas e quase sempre debaixo de chuvas. Gastaram cerca de 20 dias nessa exploração.
Em 12 de abril de 1932, com 38 anos, sem contar com recursos materiais, utilizando 15 praças da própria Força Pública, na maioria soldados prestes a serem desincorporados, iniciou no topo da serra de Caraguatatuba, a abertura da rodovia, começando pelo trecho mais difícil, dirigindo pessoalmente os trabalhos. Instalou as quinze praças no Alto da Serra, e lavrou a ata oficial, dando como inaugurados os trabalhos de construção da estrada pela Força Pública. Como era reduzidíssimo e insuficiente o número de somente quinze praças da Força Pública para executar o serviço de tamanha envergadura, Armond lançou mão da verba de 50 contos e contratou uma turma de cerca de 30 auxiliares civis, os quais trabalhavam juntos com a turma militar e eram dirigidos e administrados diretamente por ele.
Em maio, com a saída do General Miguel Costa do Comando da Força Pública, e do Coronel Mendonça Lima da Secretaria da Viação, o novo Secretário Fonseca Telles suspendeu imprevistamente a verba concedida. Técnicos da Secretaria achavam que a estrada deveria ser construída pela serra de São Sebastião e não, pela serra de Caraguatatuba. Armond, junto com 14 municipalistas da região protestaram e solicitaram e a designação de comissão para inspecionar as obras e dar parecer a respeito. A comissão foi nomeada e composta por diretores do DER, Carlos Quirino Simões e Aristeu Reis, juntamente com o Major Euclides Machado Chefe do Serviço de Engenharia da Força Pública. Inspecionado o serviço e estudado o traçado, a comissão não só aprovou como recomendou o Secretário a conceder nova verba de 200 contos para o prosseguimento das obras.
Em julho, com a eclosão do Movimento Revolucionário de 1932, Armond suspendeu os trabalhos, dispensou os civis, com exceção dos cavoqueiros que trabalharam mesmo durante a revolução. O efetivo militar foi enquadrado em tropas irregulares, compondo o “Grupamento Cap Armond”. Armond assumiu o comando do litoral, monitorando os movimentos da Armada que mantinha diversos navios de guerra em São Sebastião. Organizou e comandou tropas inicialmente em Paraibuna e Caraguatatuba e, depois no Sul do Estado em Itaí, Taquarituba e Avaré. Terminado o conflito, no período de transição, foi nomeado Chefe de Polícia do Estado de São Paulo, vindo a compor a Casa Militar do Governador Militar do Estado, General Valdomiro Lima.
Sessenta dias após, pediu demissão daqueles cargos, sendo designado para comandar o Batalhão de Sapadores criado para dar continuidade à construção da estrada. Conseguiu sensibilizar o governo para que lhe desse os meios necessários. Em 8 de dezembro deixou o cargo de Ajudante de Ordens do General Valdomiro Lima, sendo designado para organizar o Batalhão. Em 9 assumiu o comando interino. Em 25 os integrantes da 2ª companhia estavam concentrados no Alto da Serra. Em 4 de fevereiro fixou a sede do Batalhão e da 3ª Companhia em Paraibuna. Os efetivos foram assim distribuídos:
1ª Cia.  120 homens – Trecho Rio Ouro – Alto
2ª Cia.  130 homens – Trecho Alto – Rio Ouro
3ª Cia.  120 homens – Trecho Paraibuna – Alto. 
Em fins de 1934 foram suspensos os trabalhos da turma militar para, segundo Armond, “satisfazer injunções políticas e dar empreitadas a interessados”. Em agosto de 1934. entregou ao DER, já em operação, o trecho Paraibuna a Caraguatatuba, incluindo a serra. Em sequência, o DER completou o trecho Caraguatatuba a São Sebastião.
Em 1957, no governo Jânio Quadros, foi pavimentada usando-se o método denominado "Mixed in Place", popularmente conhecido como "virado". A pavimentação solucionou os problemas de excesso de pó e lama que, aliados à neblina constante, eram causa de graves acidentes. Em épocas de chuva, antes do asfalto, a estrada era praticamente intransitável.
Em 1967, o município de Caraguatatuba foi vítima de uma catástrofe que destruiu o trecho em serra, sendo necessária a reconstrução da rodovia. Estas obras, realizadas já com moderna tecnologia e traçado, foram objeto de grande concentração de recursos e forças.
Em 1970, o DER executou significativos melhoramentos de traçado (planta e perfil) entre São José dos Campos e Paraibuna. Com a inundação provocada pelo enchimento da Barragem Paraibuna - Paraitinga, e consequente prejuízo ao trecho de Paraibuna até o alto da serra, a reconstrução da rodovia ficou a cargo da CESP (Companhia Energética de São Paulo), sob coordenação do DER.
A denominação Rodovia dos Tamoios foi realizada através da Lei nº 1796, de 18 de outubro de 1978, e constitui referência histórica ao nome de uma tribo indígena que habitava o litoral norte paulista e o litoral sul fluminense.

## Características

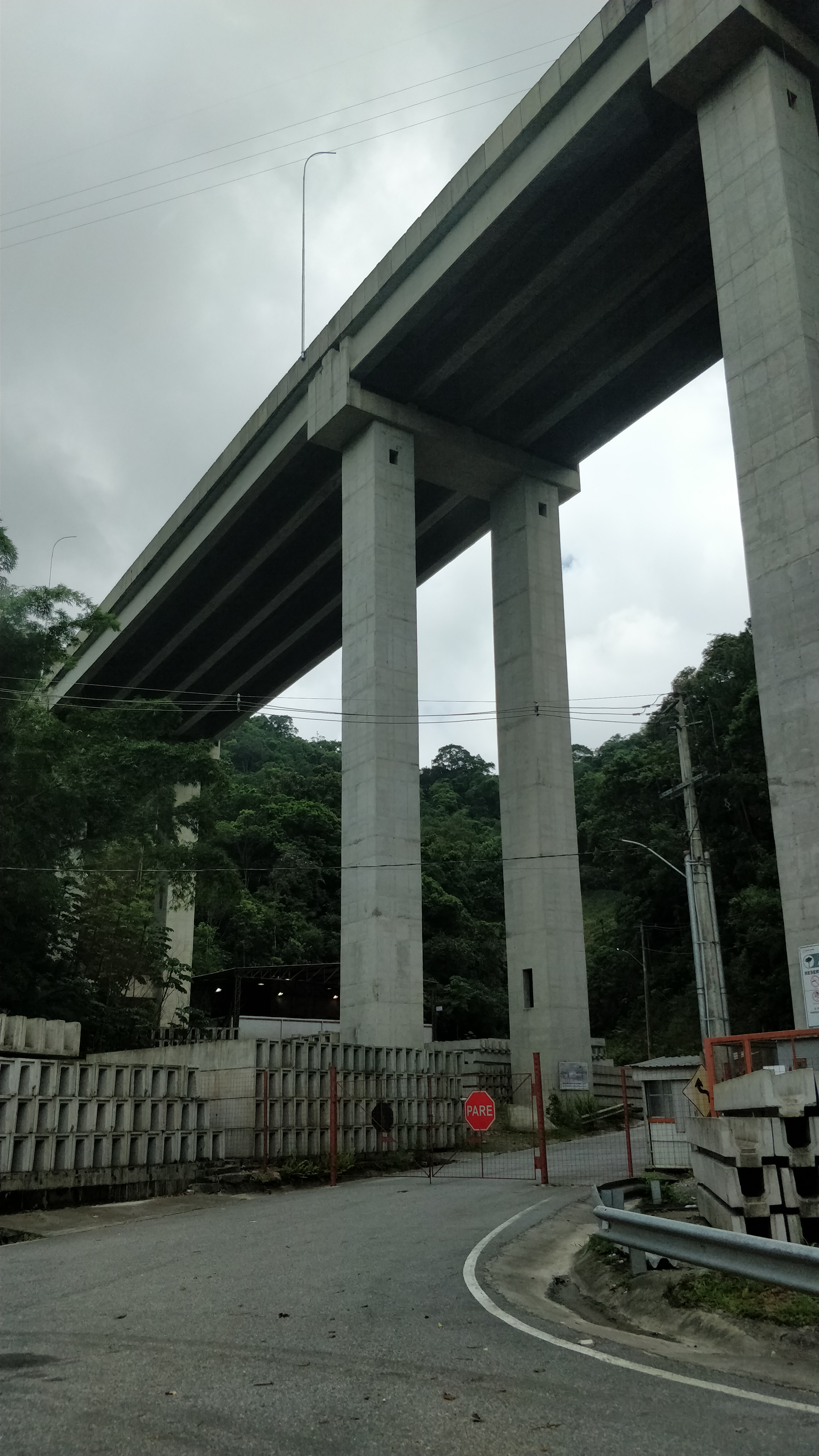
Um dos viadutos da nova pista do trecho de serra.

A Rodovia dos Tamoios (SP-099) possui 83,4 quilômetros de extensão e liga as cidades de São José dos Campos no Vale do Paraíba e Caraguatatuba no Litoral Norte, passando por Jambeiro e Paraibuna.

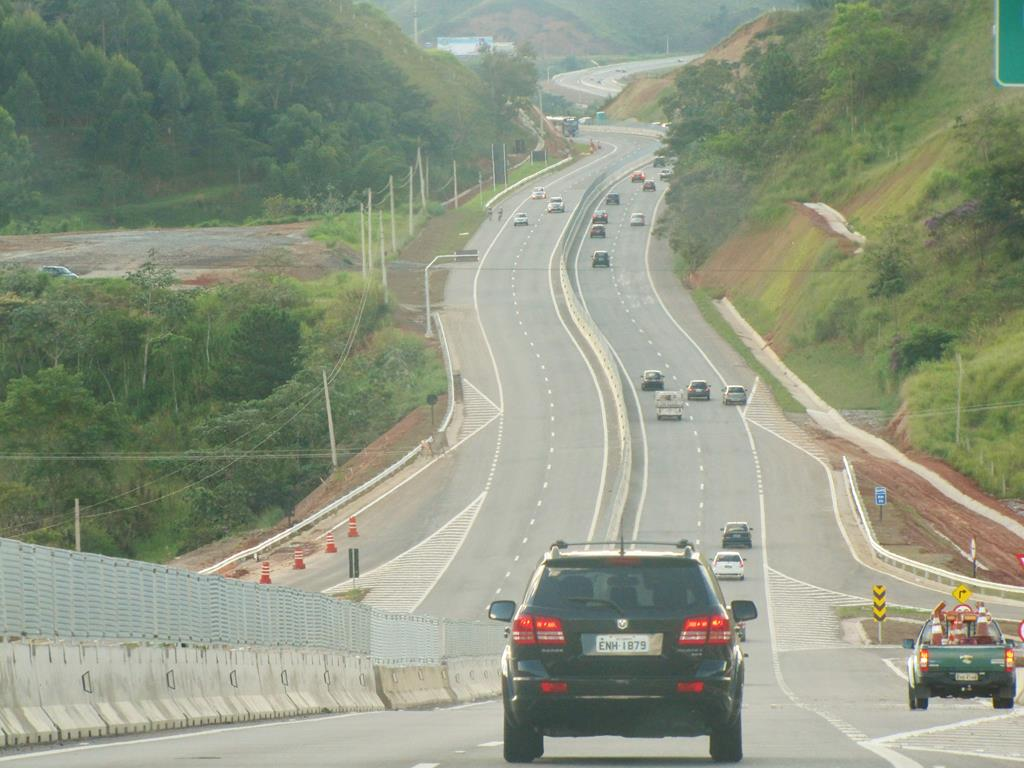
Trecho duplicado do planalto, em Paraibuna.

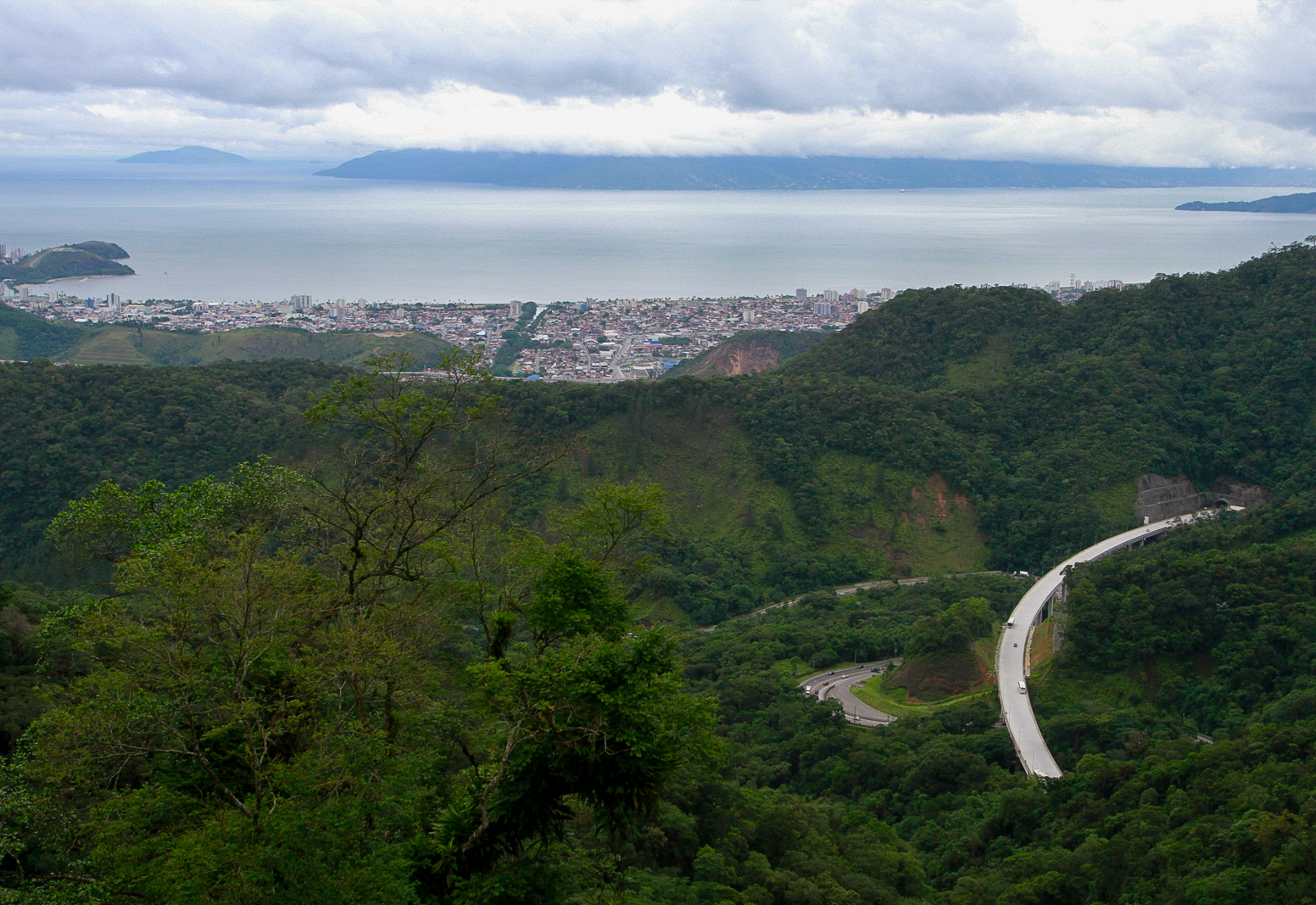
Vista das pistas descendente e ascendente (à época em construção) e a cidade de Caraguatatuba, com a Ilhabela ao fundo.

Possui intersecções com a Rodovia Presidente Dutra (BR-116), Rodovia Júlio de Paula Moraes (SP-103), Rodovia Carvalho Pinto (SP-70), Rodovia Professor Alfredo Rolim de Moura/Estrada das Pitas (SP-88), SPI-097/055 e Rodovia Doutor Manuel Hipólito Rego/Rio-Santos (SP-55/BR-101).
A rodovia é totalmente duplicada possuindo duas faixas de rolamento e acostamento em cada sentido. No trecho de planalto, o limite de velocidade é de 80 km/h para veículos leves e 60 km/h para veículos pesados.
No trecho de serra, o traçado antigo da rodovia foi convertido em pista descendente (Sentido Caraguatatuba), dispondo de um percurso sinuoso com o limite de velocidade variando entre 30 km/h e 50 km/h. A pista ascendente (Sentido São José dos Campos), inaugurada em 26 de março de 2022, possui um traçado moderno com curvas suaves e dispondo de viadutos e túneis. Assim como no planalto, no novo trecho de serra a velocidade máxima permitida é de 80 km/h para veículos leves e 60 km/h para veículos pesados.
O trecho duplicado da serra conta com diversos recursos de operação, tais como câmeras de última geração que detectam anomalias no tráfego, moderno sistema de iluminação, ventilação realizada com potentes exaustores, sistema de comunicação com o usuário (com painéis de mensagens, alto-falantes e Wi-Fi), túneis de serviço (paralelos aos túneis principais), diversas portas de saída de emergência com indicação luminosa, e monitoramento 24 horas por dia por operadores do Centro de Controle Operacional da rodovia.
Na saída de São José dos Campos, foi construído um trecho de 4,5 km ligando o Anel Viário da cidade, recebendo a denominação de Rodovia Octavio Frias de Oliveira, administrada pela Prefeitura Municipal.
A interseção com a Rodovia Governador Carvalho Pinto, entre os km 4,5 e 11,5, é administrado pela concessionária Ecopistas, pertencente ao grupo EcoRodovias.

## Duplicação
A Rodovia dos Tamoios começou a ser duplicada em maio de 2012 pelo então governador Geraldo Alckmin. A obra seria concluída em dezembro de 2013, porém foi entregue em janeiro de 2014. O trecho de planalto duplicado corresponde a quase 50 km, divididos em dois lotes: o primeiro foi do km 11,5 ao km 35,8 e o segundo, do km 35,8 ao km 60,5, abrangendo os municípios de São José dos Campos, Jambeiro e Paraibuna. O custo da obra totalizou R$ 1,1 bilhão.

### Trecho de serra

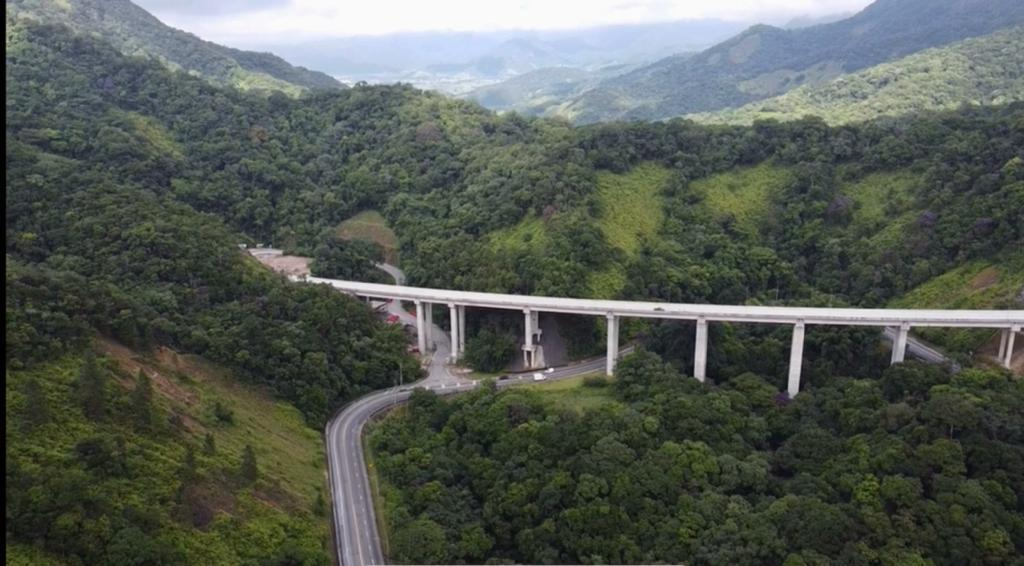
Viaduto do novo trecho de serra.

Em 2014, foi lançado edital para a duplicação do trecho de serra da Tamoios (entre o km 60,45 e o km 82), que devido a sua complexidade, a obra foi comparada à pista descendente da Rodovia dos Imigrantes. Os investimentos nesta obra ultrapassaram os R$ 3 bilhões. A obra foi inaugurada em 26 de março de 2022, é um moderno complexo viário, composto de seis viadutos e quatro túneis – sendo um deles com extensão de 5.555 metros, o maior túnel rodoviário do país, que exigiu a escavação de mais de 1,7 milhão de metros cúbicos de rochas.
Para a execução da obra, sem a necessidade de abertura de acessos e caminhos de serviço pela Mata Atlântica, utilizou-se o método "cable crane", inédito no Brasil, que consiste no transporte de materiais e equipamentos por cabos suspensos. A montagem do "cable crane" exigiu uma operação complexa, com duração de 120 dias e apoio de um helicóptero.

## Operação Comboio
A Operação Comboio é um procedimento adotado para garantir a segurança dos usuários durante condições climáticas adversas. O fechamento do trecho da Serra Antiga ocorre quando o volume de chuva ultrapassa os limites de segurança, representando risco de queda de barreiras. De acordo com os protocolos de segurança, a interdição ocorre se os pluviômetros registrarem 100 milímetros de chuva em 72 horas.
O monitoramento das condições climáticas é feito por cinco estações meteorológicas instaladas em pontos estratégicos, que enviam dados em tempo real ao Centro de Controle Operacional da Concessionária Tamoios. Quando os índices de chuva ultrapassam os limites de segurança, o trecho da Serra Antiga é interditado.
Com a inauguração da Serra Nova em março de 2022, a Operação Comboio passou a ser realizada com o sistema Pare & Siga, permitindo a mobilidade entre o Litoral Norte e o Vale do Paraíba mesmo durante as interdições. Antes da Serra Nova, os usuários ficavam sem alternativa pela Tamoios quando a Serra Antiga era interditada. O trânsito da Serra Nova nessa operação flui alternando o sentido do fluxo entre o litoral e São José dos Campos, com o acompanhamento de equipes da Polícia Militar Rodoviária (PMRv) e da Concessionária Tamoios.

No sentido de São José dos Campos, todos os veículos sobem juntos; no sentido do Litoral, os comboios são realizados separadamente por categoria: primeiro os veículos de passeio, depois os veículos de carga e, por último, veículos com produtos perigosos. Este formato pode variar, e cada comboio tem duração estimada de 1h30. As equipes de sinalização se posicionam no km 59 (trecho de planalto) sentido litoral e no trecho urbano de Caraguatatuba, próximo ao acesso para a Serra Nova, sentido São José dos Campos.

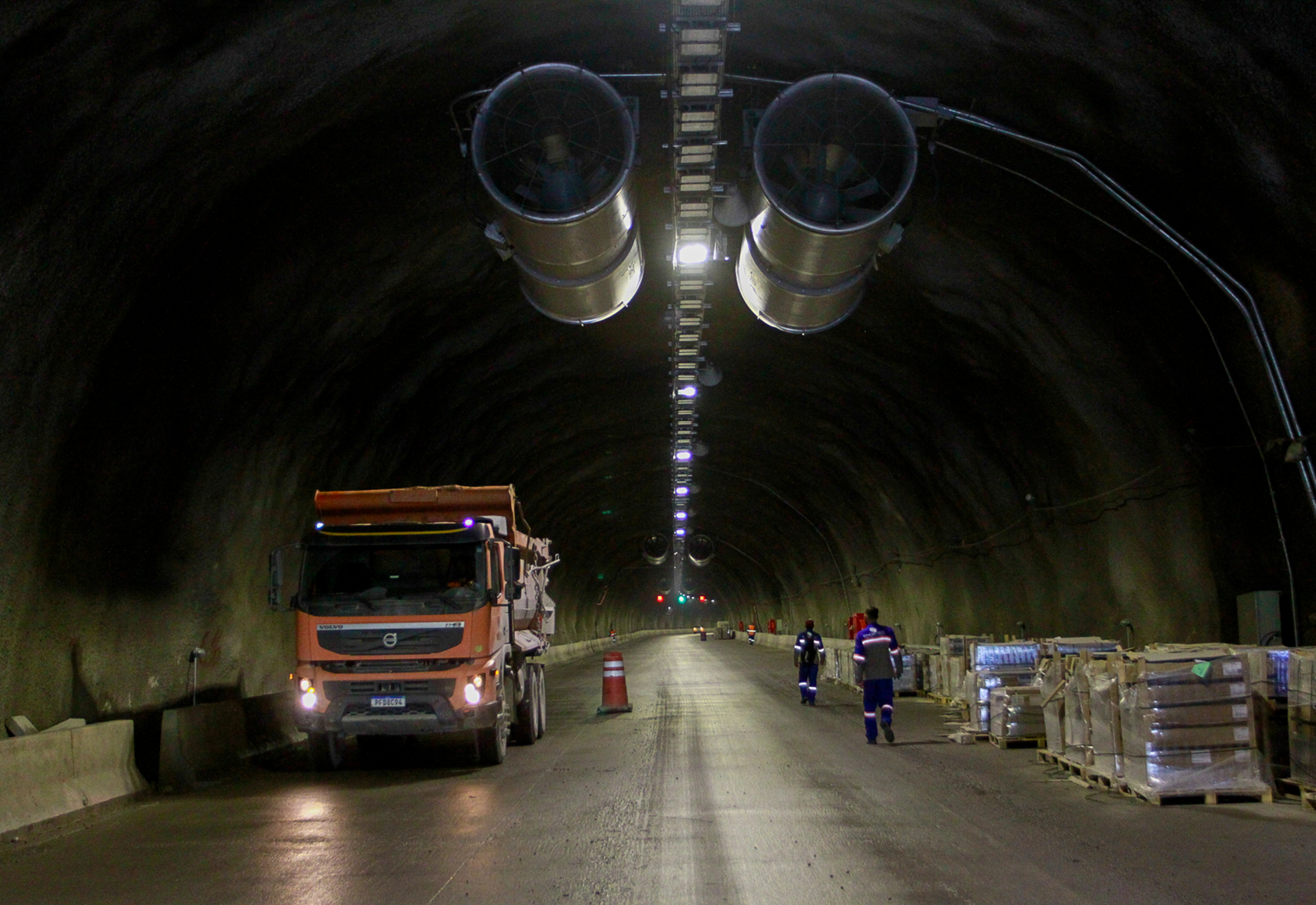
Obras em um dos túneis do trecho de serra.

## Túneis

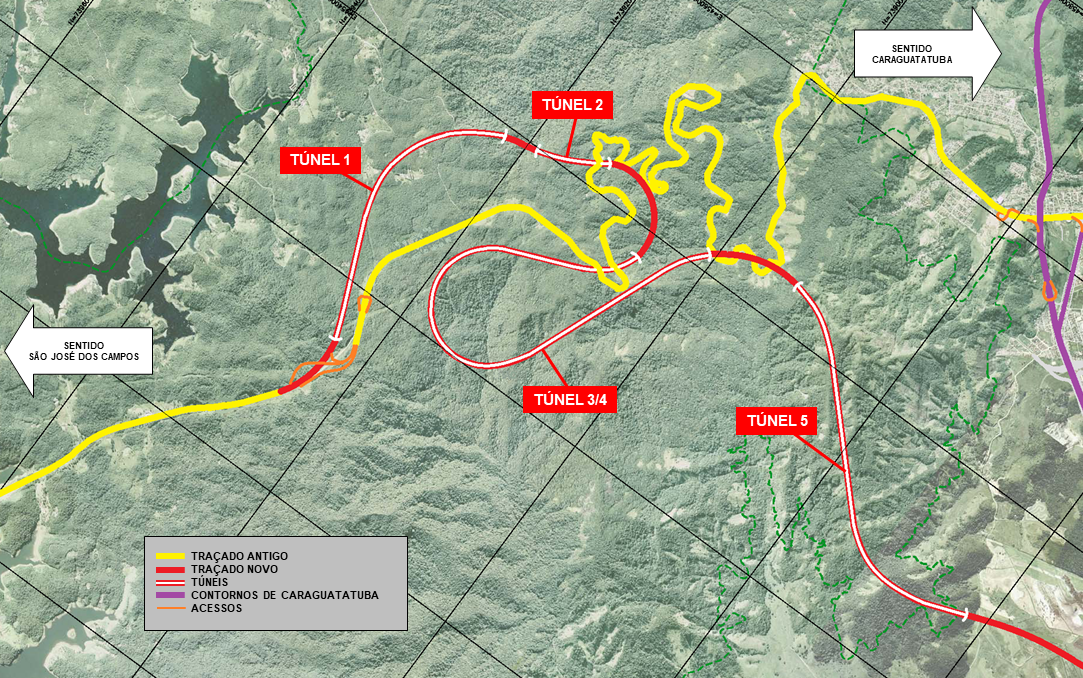
Túneis do trecho de serra da Rodovia dos Tamoios.

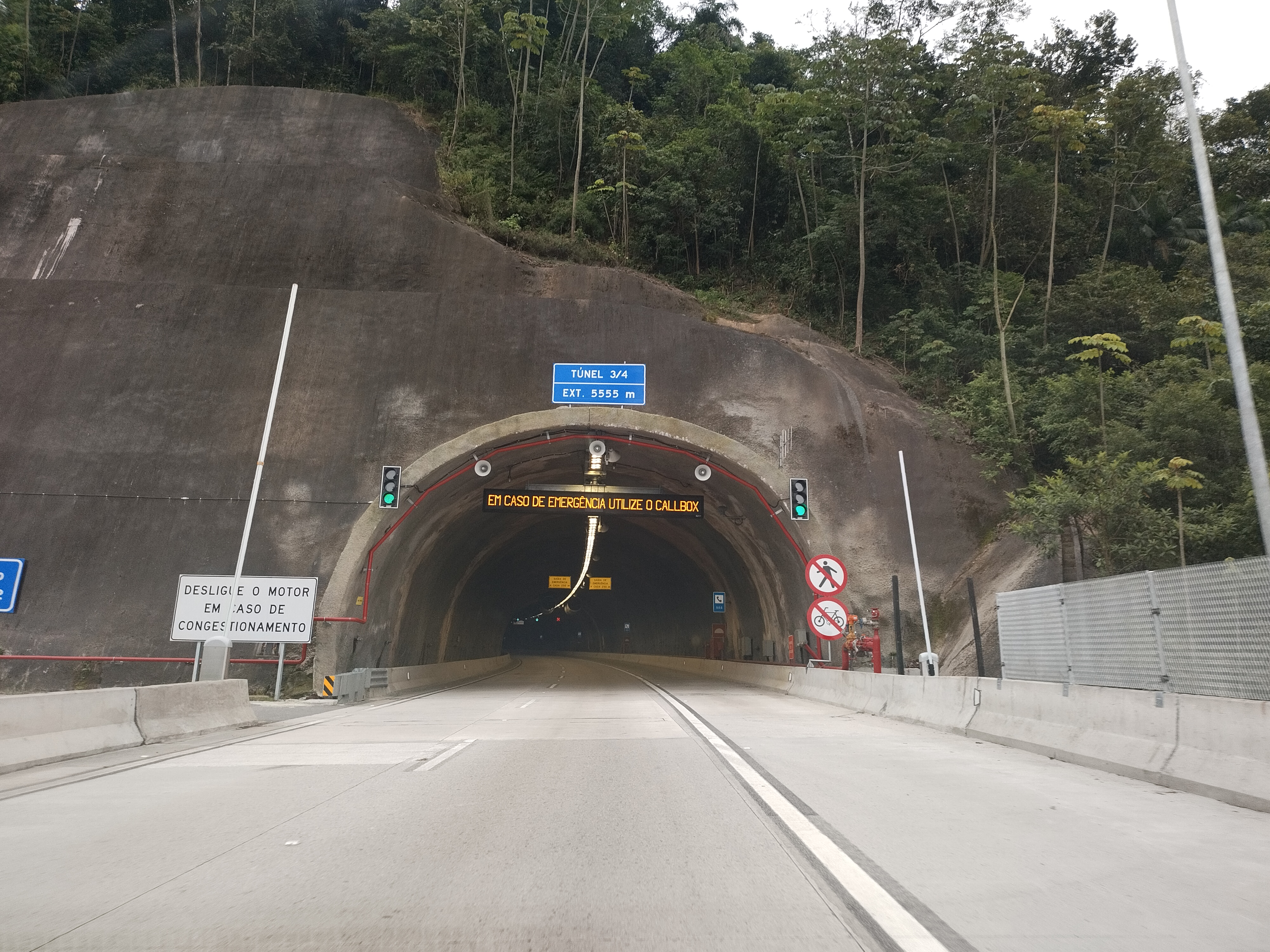
Emboque do Túnel 3/4

A nova pista do trecho de serra da rodovia possui 4 túneis que somam 12,8 km de extensão.
| Túnel | Extensão            |
| ----- | ------------------- |
| 1     | 2.888 m (9.475 ft)  |
| 2     | 714 m (2.342,5 ft)  |
| 3/4   | 5.555 m (18.225 ft) |
| 5     | 3.696 m (12.126 ft) |

### Túnel 1
É o último túnel para quem trafega no sentido São José dos Campos. Possui um túnel de serviço paralelo ao principal com saídas de emergência.

### Túnel 2
É o menor dos túneis e não conta com túnel de serviço por ter menos de 1 km de extensão.

### Túnel 3/4 (Túnel Antônio de Queiroz Galvão)
É o túnel rodoviário mais extenso do Brasil. Possui um túnel de serviço paralelo ao principal com saídas de emergência.

O projeto original elaborado pela DERSA previa a construção dos túneis 3 e 4, com 3230 m e 2285 m de extensão, respectivamente, separados por um viaduto. No entanto, os emboques dos túneis seriam feitos em um vale de difícil acesso e geraria um grande impacto ambiental na região.

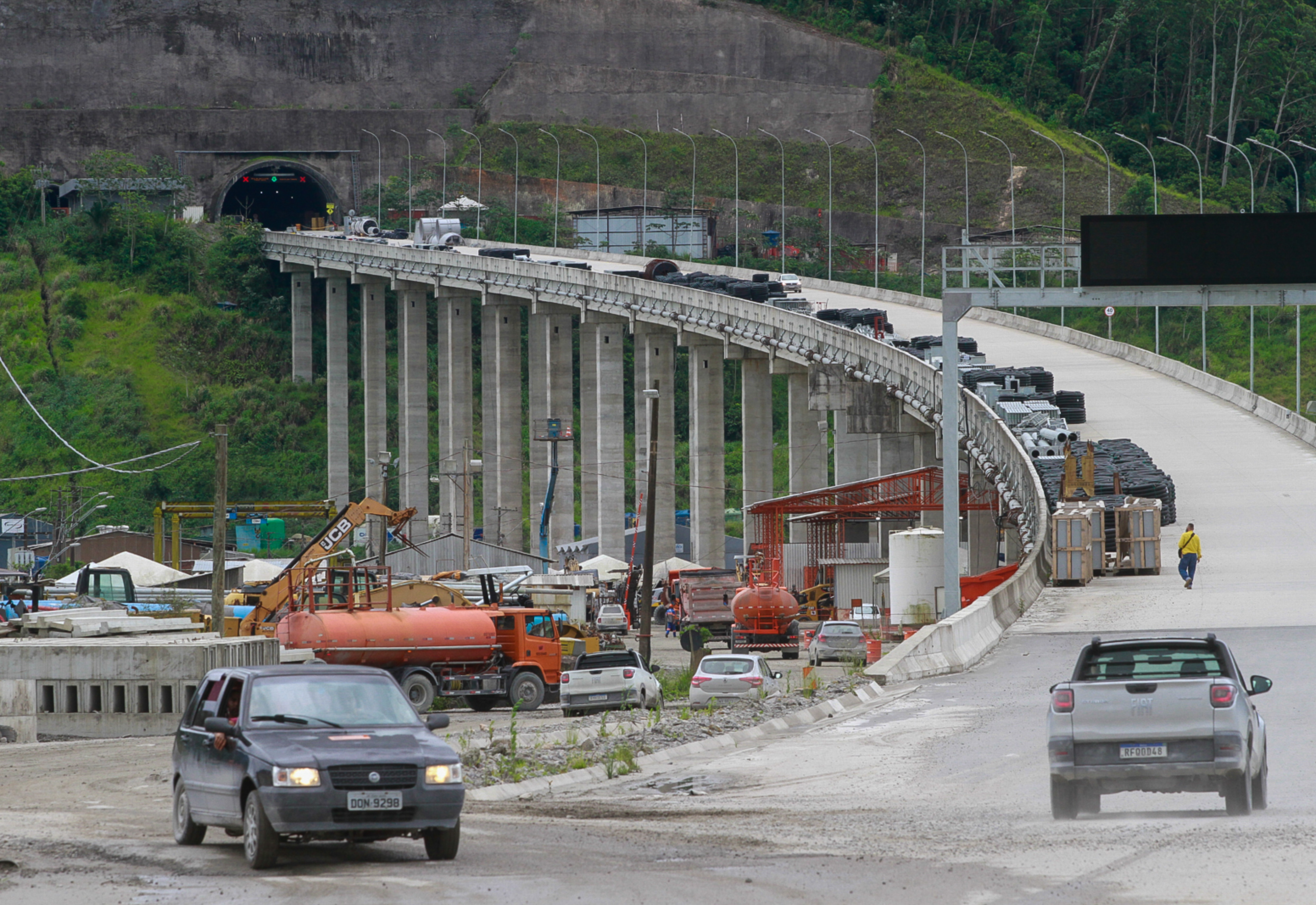
Obras no início da nova pista do trecho de serra. Na imagem é possível ver o emboque do Túnel 5.

O projeto foi alterado, rebaixando o nível da construção, integrando assim os túneis 3 e 4 em um único.
Em março de 2023, o governador Tarcísio de Freitas sancionou a Lei nº 17.648, denominando "Túnel Antônio de Queiroz Galvão", em homenagem ao engenheiro fundador do Grupo Queiroz Galvão S/A.

### Túnel 5
É o primeiro túnel para que inicia a subida da serra e é segundo mais extenso túnel rodoviário do Brasil. Possui um túnel de serviço paralelo ao principal com saídas de emergência.

## Concessão
No dia 3 de outubro de 2014, o Consórcio Litoral Norte, liderado pela empresa Queiroz Galvão venceu o leilão de concessão da Rodovia dos Tamoios e será responsável por administrar a rodovia nos próximos 30 anos. A concessionária Tamoios assumiu a rodovia em 18 de abril de 2015, sendo inicialmente responsável por 85,15 km que incluem os trechos de serra e planalto. Nos próximos anos, a concessionária assumirá também os Contornos de Caraguatatuba e São Sebastião, totalizando 119,05 km sob sua responsabilidade. A cobrança dos pedágios iniciou-se em julho de 2016, após atingir o patamar de 6% das obras de duplicação do trecho de serra, conforme estabelecido no contrato de concessão.
Em agosto de 2018 foi liberada ao tráfego a primeira fase da duplicação do trecho de serra da Rodovia dos Tamoios. Em um evento no km 61,5 da rodovia, em Paraibuna, o secretário de Logística e Transportes do estado de São Paulo, Mário Mondolfo, realizou a entrega do trecho.
O trecho vai do km 60,4 ao km 64,4. No local, foi implantada uma nova pista e conta também com uma ponte sobre a represa de Paraibuna, um viaduto e uma passagem inferior. Com investimento de R$ 204,5 milhões, as obras, iniciadas em abril de 2015, foram realizadas sob fiscalização da ARTESP – Agência de Transporte do Estado de São Paulo.

## Trajeto

### Relato descritivo rodoviário
| km | Descrição | Município           |
| -- | --- | ------------------- |
| 00 | Início da Rodovia Traçado novo: Anel Viário/Av. Mário Covas (Rodovia Octavio Frias de Oliveira) Traçado antigo: Rua Paraibuna/Praça Marechal do Ar Eduardo Gomes                              | São José dos Campos |
| 00 | Interseção com a Rodovia Presidente Dutra (Ambos os traçados) | São José dos Campos |
| 01 | Acesso ao bairro Jardim Satélite (Traçado novo - Viaduto Talim) | São José dos Campos |
| 01 | Acesso aos bairros Vila Letônia e Vila Nair (Traçado antigo) | São José dos Campos |
| 02 | Acesso ao bairro Jardim Satélite/Av. Cassiopeia (Traçado novo - Viaduto Frei Galvão) | São José dos Campos |
| 02 | Acesso ao bairro Vila São Bento (Traçado antigo) | São José dos Campos |
| 03 | Acesso ao bairro Bosque dos Eucaliptos/Av. Iguape (Traçado novo) | São José dos Campos |
| 05 | Acesso ao bairro Torrão de Ouro e ao Instituto de Estudos Avançados - IEAv (Ambos os traçados)                                                                                                | São José dos Campos |
| 05 | Interseção do traçado novo com o traçado antigo | São José dos Campos |
| 07 | Acesso aos bairros São Judas Tadeu, Capuava e Putim | São José dos Campos |
| 10 | Interseção com a Rodovia Governador Carvalho Pinto | São José dos Campos |
| 14 | Acesso à Avibras | Jambeiro            |
| 16 | Pedágio P1 - Jambeiro (Bidirecional) | Jambeiro            |
| 17 | Acesso ao bairro Canaã (Pista sentido Caraguatatuba) | Jambeiro            |
| 18 | Acesso à igreja Rosa Mystica (Pista sentido Caraguatatuba) | Jambeiro            |
| 19 | Serviço de Atendimento ao Usuário - SAU 1 (Pista sentido Caraguatatuba) | Jambeiro            |
| 22 | Base da Polícia Militar Rodoviária - PMRv (Pista sentido São José dos Campos) | Jambeiro            |
| 22 | Acesso ao bairro Parque Industrial | Jambeiro            |
| 23 | Antiga balança do DER (Pista sentido Caraguatatuba) | Jambeiro            |
| 23 | Acesso à Jambeiro | Jambeiro            |
| 23 | Interseção com a Rodovia Júlio de Paula Moraes | Jambeiro            |
| 26 | Início do trecho da Serrinha | Jambeiro            |
| 28 | Ponte sobre a Represa de Paraibuna | Paraibuna           |
| 28 | Fim do trecho da Serrinha | Paraibuna           |
| 29 | Acesso à Estrada Municipal de Santa Branca | Paraibuna           |
| 32 | Acesso à Paraibuna - Via de Acesso SPA 032/099 | Paraibuna           |
| 33 | Acesso à Estrada do Itapeva - Via de Acesso SPA 033/099 | Paraibuna           |
| 35 | Acesso à Paraibuna pela Av. Benedito Nogueira Santos - Via de Acesso SPA 035/099 | Paraibuna           |
| 37 | Acesso à Usina Hidrelétrica de Paraibuna (CESP) - Via de Acesso SPA 037/099 | Paraibuna           |
| 38 | Ponte sobre o Rio Fartura | Paraibuna           |
| 41 | Acesso ao Condomínio Quinta dos Lagos | Paraibuna           |
| 45 | Acesso ao Condomínio Village Parahybuna | Paraibuna           |
| 46 | Balança/Posto Geral de Fiscalização - PGF 1 (Pista sentido Caraguatatuba) | Paraibuna           |
| 48 | Ponte sobre a Represa de Paraibuna | Paraibuna           |
| 48 | Serviço de Atendimento ao Usuário - SAU 2 e Mirante (Pista sentido São José dos Campos) | Paraibuna           |
| 55 | Acesso ao bairro do Cedro | Paraibuna           |
| 55 | Interseção com a Rodovia Professor Alfredo Rolim de Moura | Paraibuna           |
| 57 | Ponte sobre a Represa de Paraibuna | Paraibuna           |
| 59 | Pedágio P2 - Paraibuna (Bidirecional) | Paraibuna           |
| 60 | Antiga Base da Polícia Militar Rodoviária - PMRv (Pista sentido São José dos Campos) | Paraibuna           |
| 61 | Ponte sobre a Represa de Paraibuna | Paraibuna           |
| 62 | Início do trecho dentro do Parque Estadual da Serra do Mar - Núcleo Caraguatatuba | Paraibuna           |
| 65 | Início do trecho de serra (Pista ascendente - sentido São José dos Campos) | Caraguatatuba       |
| 65 | Centro de Controle Operacional - CCO (Pista ascendente - sentido São José dos Campos) | Caraguatatuba       |
| 68 | Início do trecho de serra (Pista descendente - sentido Caraguatatuba) | Caraguatatuba       |
| 71 | Acesso de emergência entre a pista ascendente e a pista descendente - Túnel 2 | Caraguatatuba       |
| 76 | Acesso de emergência entre a pista ascendente e a pista descendente - Túnel 3/4 | Caraguatatuba       |
| 81 | Base da Polícia Militar Rodoviária - PMRv (Pista descendente - sentido Caraguatatuba) | Caraguatatuba       |
| 81 | Acesso ao bairro Rio do Ouro (Pista descendente - sentido Caraguatatuba) | Caraguatatuba       |
| 81 | Balança/Posto Geral de Fiscalização - PGF 2 (Pista ascendente - sentido São José dos Campos)                                                                                                  | Caraguatatuba       |
| 81 | Interseção com os Contornos Caraguatatuba/São Sebastião - SPI 097/055 (Pista descendente - sentido São José dos Campos)                                                                       | Caraguatatuba       |
| 82 | Acesso aos bairros Jaraguazinho e Ponte Seca (Pista descendente - sentido Caraguatatuba) | Caraguatatuba       |
| 82 | Interseção com os Contornos Caraguatatuba/São Sebastião - SPI 097/055 (Pista descendente - sentido Caraguatatuba)                                                                             | Caraguatatuba       |
| 83 | Interseção com a Rodovia Doutor Manuel Hipólito Rego (Pista descendente - sentido Caraguatatuba)                                                                                              | Caraguatatuba       |
| 83 | Fim da RodoviaTraçado novo/Pista ascendente: Estrada da Fazenda Serramar - UTGCA/Av. José Herculano (em construção) Traçado antigo/Pista descendente: Av. Pres. Campos Salles/Trevo do Indaiá | Caraguatatuba       |

### Jurisdição/Administração
| Início (km) | Fim (km) | Extensão (km) | Município           | Jurisdição | Administração                     |
| ----------- | -------- | ------------- | ------------------- | ---------- | --------------------------------- |
| 0,0         | 4,5      | 4,5           | São José dos Campos | Estadual   | Prefeitura de São José dos Campos |
| 4,5         | 11,5     | 7,0           | São José dos Campos | Estadual   | Concessionária Ecopistas          |
| 11,5        | 14,4     | 2,9           | São José dos Campos | Estadual   | Concessionária Tamoios            |
| 14,4        | 26,0     | 11,6          | Jambeiro            | Estadual   | Concessionária Tamoios            |
| 26,0        | 64,2     | 38,2          | Paraibuna           | Estadual   | Concessionária Tamoios            |
| 64,2        | 83,4     | 19,2          | Caraguatatuba       | Estadual   | Concessionária Tamoios            |

### Contorno Sul e Norte (SPI-097/055)
Os Contornos foram anunciados em um pacote de obras que seguia a duplicação da rodovia, mas ficou parado desde 2018 e enfrentou diversos problemas, até ser retomado em 2021, com custo estimado de R$ 1,5 bilhão.
Em dezembro de 2023, o contorno norte que faz ligação com Caraguatatuba a Ubatuba foi inaugurado. O contorno norte têm quatro túneis (2 em cada sentido) e tem acesso pelo km 82 da Rodovia, em Caraguatatuba. São cerca de oito quilômetros de pistas e a velocidade máxima permitida é de 80 quilômetros por hora. O objetivo do trajeto é desafogar o trânsito em Caraguatatuba e facilitar o acesso a outras cidades do Litoral Norte.

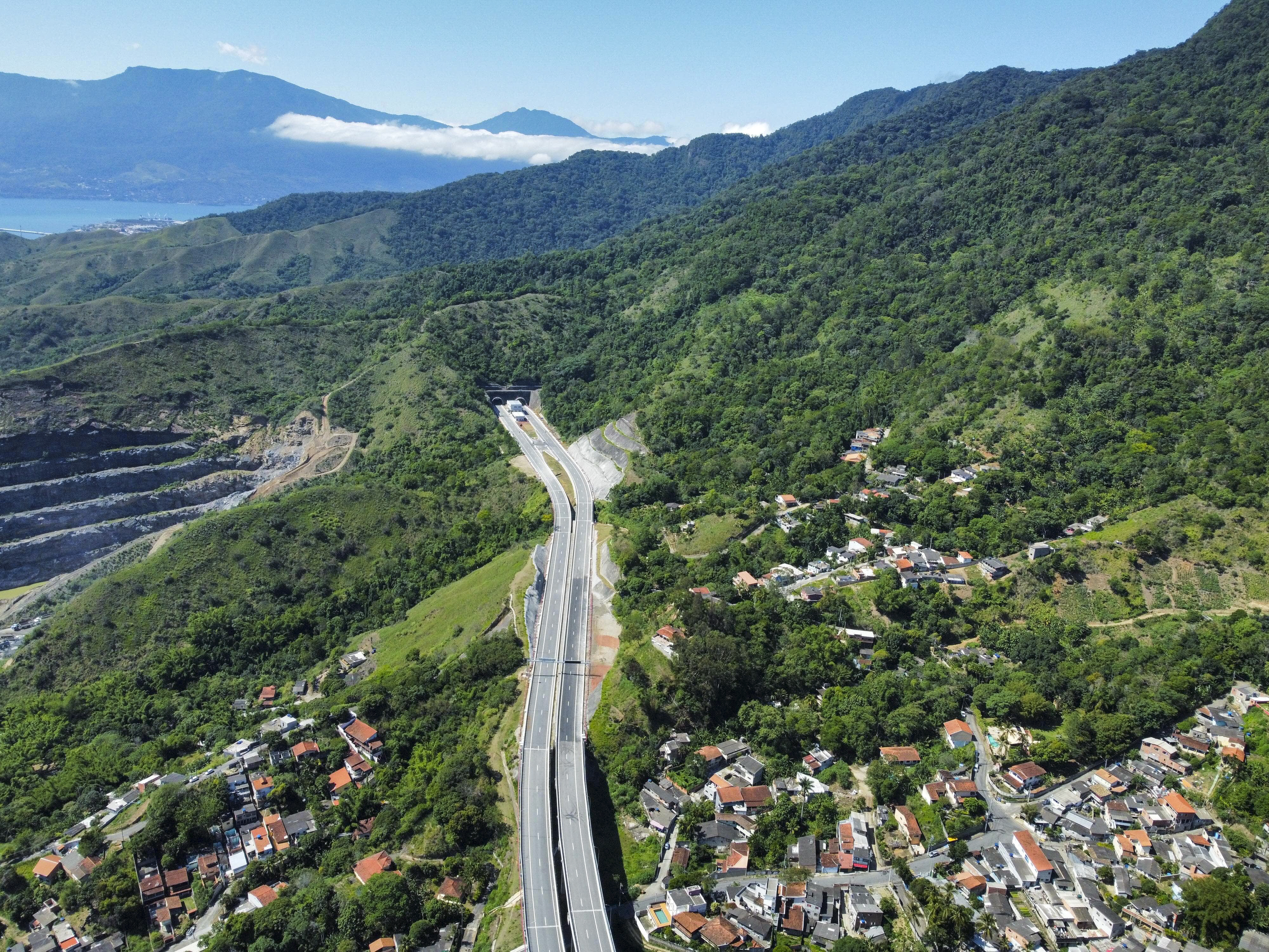
Parte do Contorno Sul, em São Sebastião

Em novembro de 2024, o contorno sul que liga Caraguatatuba a São Sebastião iniciou suas operações. O Contorno Sul tem 22,7 km de extensão e os veículos tem como velocidade máxima de 80 km/h. A viagem entre o trevo de Caraguatatuba e o Porto de São Sebastião deve durar cerca de 18 minutos. O trecho possui 6 túneis, sendo 3 túneis em cada sentido, lado a lado. Os túneis possuem 2.200, 3.400 e 200 metros de extensão.
A nova pista que liga Caraguatatuba a São Sebastião conta um pedágio eletrônico no modelo Free Flow. É um modelo de pedágio que substitui as tradicionais praças com cancela e faz a cobrança da tarifa por meio da leitura da TAG ou da placa do veículo. O Free Flow fica no km 13,5 do Contorno Sul.

### Pedágios
A Rodovia dos Tamoios possui cobrança de pedágios desde 2016, com duas praças ao longo da rodovia, ambas operadas pela Concessionária Tamoios.
| Pedágio | km   | Sentido      | Município | Tarifas (Vigente desde 1 de julho de 2024) | Tarifas (Vigente desde 1 de julho de 2024) | Tarifas (Vigente desde 1 de julho de 2024) | Tarifas (Vigente desde 1 de julho de 2024) | Tarifas (Vigente desde 1 de julho de 2024) |
| Pedágio | km   | Sentido      | Município | Passeio/Utilitário                         | Caminhão/Ônibus (por eixo)                 | Reboque/Passeio (3 eixos)                  | Reboque/Passeio (4 eixos)                  | Motocicleta                                |
| ------- | ---- | ------------ | --------- | ------------------------------------------ | ------------------------------------------ | ------------------------------------------ | ------------------------------------------ | ------------------------------------------ |
| P1      | 16,1 | Bidirecional | Jambeiro  | R$ 5,50                                    | R$ 5,50                                    | R$ 8,50                                    | R$ 11,00                                   | R$ 2,75                                    |
| P2      | 59,3 | Bidirecional | Paraibuna | R$ 11,70                                   | R$ 11,70                                   | R$ 17,55                                   | R$ 23,40                                   | R$ 5,85                                    |

## Controvérsias

### Limite de Velocidade
O limite de velocidade da Rodovia dos Tamoios tem sido alvo de constantes reclamações dos motoristas e questionado por autoridades municipais da região por considerarem baixa para os padrões atuais da via.
Desde a duplicação do trecho de planalto, o limite de velocidade se manteve em 80 km/h para os veículos leves e reduzido para 60 km/h para veículos pesados. Esses limites também foram aplicados no novo trecho de serra (pista ascendente).
Em 2015, no antigo trecho de serra (pista descendente), o limite de velocidade de 30 km/h em alguns locais levou os prefeitos do Litoral Norte a pressionarem o DER a revisar o limite de velocidade em um dos radares instalados na via, sob alegação de redução brusca de velocidade dos veículos, o que poderia causar colisões traseiras.
Em 2019, um estudo técnico da Agência de Transporte do Estado de São Paulo (Artesp) descartou o aumento do limite de velocidade, por não haver parâmetro para um limite de velocidade de 100 km/h. De acordo com a Agência, a definição do limite de velocidade é estabelecida através de manuais do DNIT e do DER que observam critérios como geometria e classe da rodovia, relevo da região e histórico de acidentes. O estudo realizado pela Artesp tinha sido promessa de campanha do então candidato ao governo de São Paulo, João Dória.

### Desvio no km 52
Em fevereiro de 2016, durante as chuvas que atingiram a região de Paraibuna, ocorreu um deslizamento de encosta no km 52. A pista sentido Caraguatatuba permaneceu obstruída. Um desvio foi implantado, em função dos taludes que foram rompidos, ocupando parte da pista sentido São José dos Campos.
Desde então, o desvio permaneceu no local e nenhuma obra foi feita para a desobstrução da pista. A Concessionária Tamoios alega se tratar de um passivo anterior à data em que assumiu a rodovia, já que em abril de 2015, a concessionária emitiu um laudo técnico, constatando possíveis trechos que deveriam ser melhorados antes da concessão. À época, a rodovia era administrada pelo DER (Departamento de Estrada de Rodagem) e a concessionária teria apontados vários trechos onde era comum o risco de deslizamento, entre eles, o km 52.
Como a concessionária tinha o laudo técnico cobrando melhoria nesse e em outros locais, o DER foi acionado para fazer as obras nas encostas e evitar novos deslizamentos. Contudo, o caso foi parar na justiça, em processo que tramitou na Comarca de Paraibuna.
Em fevereiro de 2023, após 7 anos de interdição, o Governo do Estado entrou em acordo com a Concessionária Tamoios sendo assinado um termo aditivo ao contrato de concessão. A concessionária assumiu as obras de talude do trecho, sob a fiscalização da ARTESP – Agência de Transporte do Estado de São Paulo.

### Interdições do trecho de serra
A Concessionária Tamoios adota um protocolo de segurança no trecho de serra da rodovia, que determina a interdição total da pista antiga (descendente) caso os pluviômetros registrem 100 milímetros de chuva em 72 horas.
Tal protocolo tem sido alvo de reclamações, tendo em vista as constantes interdições do trecho, mesmo sem haver qualquer ocorrência de queda de barreiras. Em novembro de 2018, o trecho ficou interditado por mais de 90 horas e apenas nos meses de janeiro e fevereiro de 2019 ocorreram 6 interdições.
Em maio de 2019, o Ministério Público de São Paulo abriu um inquérito civil para apurar se a Concessionária Tamoios está tomando providências eficientes para acabar com as constantes interdições. O inquérito solicitou que Instituto Geológico realize a perícia no trecho afim de descobrir se as ações da Tamoios devem de fato acabar com o problema das erosões e deslizamentos.
Em abril de 2022, a pista antiga (descendente) ficou interditada por 19 horas devido ao acumulado de chuvas e risco de queda de barreiras, atendendo ao protocolo de segurança. O fato gerou mais reclamações dos motoristas, visto que a pista nova (ascendente) estava em operação e não havia sido interditada e poderia ser utilizada para a descida da serra (sentido Caraguatatuba). De acordo com a concessionária, não havia previsão para que, quando a serra antiga fosse interditada, o trecho novo seria utilizado para descida (sentido São José dos Campos).